# Kenny McFarlane
Kenny "Kong" McFarlane (también conocido como King Kong) es un personaje ficticio de los cómics publicados por Marvel Comics del universo Ultimate Marvel. Creado por Brian Michael Bendis y Mark Bagley, el personaje aparece en las páginas de Ultimate Spider-Man. Kenny McFarlane es uno de los pocos personajes que no se basa en una contraparte de la continuidad principal de Marvel, siendo un invento original de Ultimate Marvel para los cómics. Sin embargo, su personalidad se basa en Flash Thompson de la continuidad principal durante sus años de bachillerato. Una versión del personaje se introduce posteriormente en la continuidad principal.
En Ultimate Spider-Man, a pesar de su aparente falta de inteligencia basada en ser un matón estereotípico de la escuela secundaria, Kenny es en realidad un adolescente astuto y capaz de deducir la identidad secreta de Spider-Man, pero mantiene este conocimiento para sí mismo; respeta los deseos de secreto del héroe y lo ayuda de manera encubierta a mantenerlo. Saber que Peter Parker es Spider-Man inspira a Kenny a ser una mejor persona y, ocasionalmente, ayudar a otros en sus necesidades.

## Biografía del personaje ficticio
Obeso pero fuerte, Kenny McFarlane es el mejor amigo de Flash Thompson y Liz Allan. Kenny asiste a la Escuela Midtown High donde juega baloncesto para el equipo escolar. Allí, se lo puede encontrar cooperando con Flash el Bullying a Peter Parker. Sin embargo, sin Flash en la vecindad, muestra un lado más simpático y, a menudo, se muestra amable y abierto con Peter, incluso dejando que Peter se quede en su casa después de que Peter tuvo una pelea con el Tío Ben. Cuando Peter es mordido por la araña genéticamente mejorada que le dio poderes a la araña, Kenny aplasta a la araña debajo de sus zapatillas, matándola. Más tarde, notando cambios en la fuerza física y las habilidades de Peter y recordando la picadura de una araña, deduce que Peter es Spider-Man. Flash y Liz se niegan a creerle y le exigen que lo demuestre pateando a Peter por detrás. El sentido de la araña de Peter advierte que la patada está llegando y acepta voluntariamente el abuso en lugar de revelar las habilidades, lo que parece disuadir a Kenny. Esta confrontación es observada por la nueva estudiante Gwen Stacy que se enfrenta a Peter tirando de un cuchillo a Kong.
La actitud de Kong hacia Peter se suaviza cuando este último se une al equipo de baloncesto y demuestra una profunda lealtad hacia su nuevo compañero de equipo. Kong mantiene una fascinación por Spider-Man incluso hasta el punto de adoración de héroes. A lo largo del tiempo, Kenny se convierte en una mejor persona, cesó la intimidación y trata de mejorar académicamente. Al enterarse de la próxima película de Spider-Man, Kong ingresa a una convocatoria de casting para extras. Su única frase era "¡Mira en el cielo, es Spider-Man!". Con el éxito de la película, logró algo de fama en su escuela. 
Cuando Kenny y Peter comparten la detención, Peter le dice a Kenny que Flash solo pasa tiempo con este último únicamente por un sentido de superioridad y lo trata mal. Ya sea que Kenny tome o no las palabras de Peter en serio, más tarde tendrá una confrontación particularmente violenta con Flash después de que este último comience a ridiculizar a la nueva estudiante Kitty Pryde por ser una mutante; Kenny golpea a Flash en un casillero y fuerza furiosamente a su amigo a disculparse, diciendo que está "harto de la mierda racista [de Flash]". Asustado, Flash abandona la escena y Peter y MJ presentan a Kitty a Kenny, y los dos se alejan en la conversación. Más tarde se lo ve en la casa de Kitty, y luego Kitty le dice a Peter que está saliendo con Kenny.
Más tarde, cuando las habilidades mutantes de Liz se manifiestan en una fiesta, Kenny le dice a Peter que la ayude; aún sabía que Peter era Spider-Man todo el tiempo, pero había mantenido el conocimiento para sí mismo. Cuando las tropas federales destacaron a Kitty por ser un mutante después de los eventos de Ultimatum, Kenny fue uno de los pocos compañeros de clase que defendieron a Kitty, agrediendo físicamente a un agente para ganar tiempo para escapar. Kitty se hizo pasar a sí misma y a Kenny por el suelo y las alcantarillas, y reanudaron su relación. Más tarde, Kitty le dice a Peter que la madre de Kenny lo sacó del estado.
Kong luego aparece en un evento organizado por May Parker para honrar a Peter y tiene una conversación privada con Kitty.
Tras los eventos de Secret Wars que aparentemente destruyeron el universo de Kenny, se revela que se unió al ejército de los EE. UU. Después de terminar la escuela secundaria en el mundo restaurado.

## Otras versiones

### Continuidad de la corriente principal
Kenneth "Kenny Kong" McFarlane hizo su debut en el universo principal de Marvel en Starbrand & Nightmask # 1 (febrero de 2016). Él es un estudiante de la Universidad Empire State y conoce a Kevin Connor y Adam Blackveil. Descubre que en realidad son Starbrand y Nightmask, pero guarda esta información para sí mismo.

## Nombre del personaje
El escritor Brian Michael Bendis no nombró a Kenny McFarlane constantemente durante su carrera en Ultimate Spider-Man. En las primeras escenas, se le llama por su apodo de King Kong o simplemente Kong o incluso su nombre real. Su apellido se insinuó como Harlan en el primer número y su madre lo llamó Clifford en el número 15. Mientras estaba en Ultimate Marvel Team-Up casi al mismo tiempo, en una historia también escrita por Brian Michael Bendis, un maestro lo llama Kenny. Como resultado de esta información, en el "Manual oficial del último universo Marvel", se lo llamó "Kong Harlan, también conocido como Clifford Kenneth Harlan". Sin embargo, en el número Ultimate Spider-Man.# 82, su nombre fue finalmente revelado como "Kenny McFarlane". Ahora se refiere a sí mismo como Kenny McFarlane, y en una entrevista con Bendis, se confirma que este es su verdadero nombre.

## En otros medios

### Televisión
- Kenny McFarlane aparece en The Spectacular Spider-Man, con la voz de Andrew Kishino.[7] Esta versión (donde se cambia su nombre a Kenny Kong) es más gorda que musculosa, y su origen étnico se cambia a samoano / chino-estadounidense. Él está en el equipo de fútbol Midtown High con Flash Thompson y Randy Robertson. Allí, se puede encontrar regularmente cooperando con Flash, el Bullying Peter Parker. Salió con Glory Grant hasta que Glory rompió con él por ser demasiado infantil. Glory más tarde lo perdona y se vuelven a juntar, aunque Glory todavía se molesta por su carácter infantil.

### Videojuegos
- Kenny McFarlane aparece en el videojuego Ultimate Spider-Man. Su personaje se puede ver en la sección de modelos de las características especiales.